# Amenmesse
Amenmesse, eller Amonmose, var en fornegyptisk farao av den nittonde dynastin som regerade i fyra år 1203 f.Kr. till 1200/1199 f.Kr.
Det är oklart hur, eller ens om, Amenmesse var släkt med sin företrädare Merneptah. Merneptahs son och legitima efterträdare var Seti-Merneptah som oftast kallas för Seti II. Amenmesse verkar ha tagit makten som usurpator i Övre Egypten efter Setis trontillträde. Vissa forskare, som Rolf Krauss, hävdar att Amenmesse var identisk med vicekungen över Nubien, Messuwy. Andra forskare, som Frank Yurco, har efter studier av vicekung Messuwys nubiska monument dragit slutsatsen att denna inte kan ha varit usurpatorn Amenmesse. Efter Amenmesses död förstördes hans monument och klippgrav i Thebe av Seti II. Graven KV10 i Konungarnas dal byggdes för Amenmesse, men det är oklart om han blev begravd där. Amenmesses mumie har aldrig hittats.